# Cseszneky
Cseszneky de Csesznekvár, Enese et Milvány (ungarsk: csesznekvári, enesei és milványi gróf Cseszneky) er en ungarsk grevelig uradelslægt, som stammer fra klanen Bana.

## Liste over væsentlige medlemmer af slægterne
- Jakab Cseszneky
- György Cseszneky
- János Cseszneky
- Mihály Cseszneky
- Mátyás Cseszneky
- Gyula Cseszneky
- Miklós Cseszneky